# 1705 у науці

## Астрономія
- Едмонд Галлей у Synopsis Astronomia Cometicae проголосив, що комети 1456, 1531, 1607 та 1682 років насправді були  єдиною кометою, і передбачив, що вона повернеться 1758 року.

## Біологія
- Марія Сибілла Меріан опублікувала Metamorphosis insectorum Surinamensium (Метаморфози суринамських комах).

## Медицина
- Французький вчений Раймон Вйоссан (Raymond Vieussens) видав Novum vasorum corporis humani systema — класичну працю з кардіології.
- Хірург Жан-Луї Петі видав трактат про захворювання кісток.

## Інше
- Королева Анна надала Ісааку Ньютону титул лицаря-бакалавра.